# Vanessa Kirby

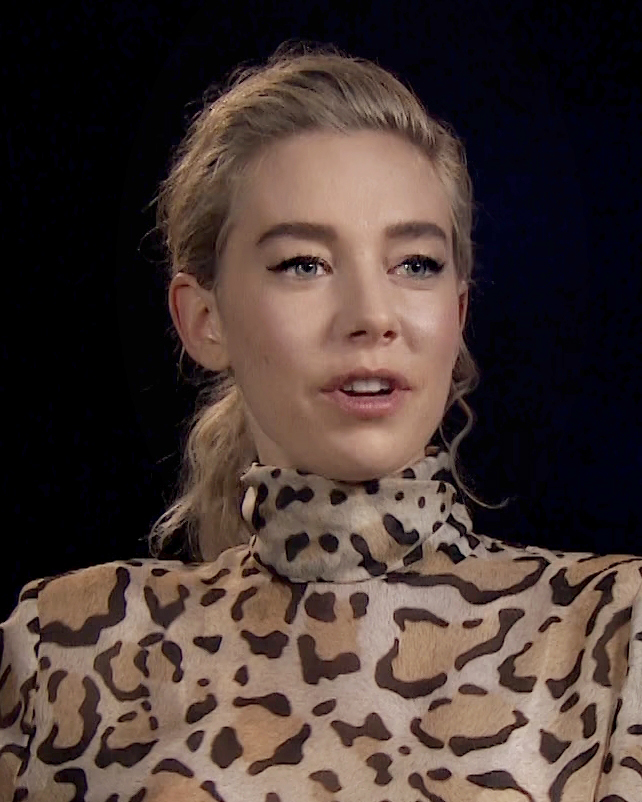
Vanessa Kirby (2018)

Vanessa Kirby (ur. 18 kwietnia 1988 w Londynie) – angielska aktorka filmowa, telewizyjna i teatralna. Szerszą rozpoznawalność przyniosły jej filmy Mission: Impossible – Fallout (2018), Szybcy i wściekli: Hobbs i Shaw (2019), czy serial The Crown (2016-17). Laureatka m.in. Pucharu Volpiego dla najlepszej aktorki za rolę w filmie Cząstki kobiety (2020).

## Filmografia

### Filmy
| Rok  | Tytuł                                           | Rola                            | Uwagi           |
| ---- | ----------------------------------------------- | ------------------------------- | --------------- |
| 2010 | Love/Loss                                       | Jane                            |                 |
| 2012 | The Rise                                        | Nicola                          |                 |
| 2012 | Nora                                            | Młoda kobieta                   | krótkometr.     |
| 2013 | Charlie musi umrzeć                             | Felicity                        |                 |
| 2013 | Czas na miłość                                  | Joanna                          |                 |
| 2014 | The Exchange                                    | Kobieta                         | krótkometr.     |
| 2014 | Insomniacs                                      | Jade                            | krótkometr.     |
| 2014 | Queen & Country                                 | Dawn Rohan                      |                 |
| 2014 | National Theatre Live: A Streetcar Named Desire | Stella Kowalski                 |                 |
| 2014 | Off the Page: Devil in the Details              | Jessica                         | krótkometr.     |
| 2015 | Jupiter: Intronizacja                           | Katharine Dunlevy               |                 |
| 2015 | Bone in the Throat                              | Sophie                          |                 |
| 2015 | Everest                                         | Sandy Hill                      |                 |
| 2016 | Geniusz                                         | Zelda Fitzgerald                |                 |
| 2016 | Kill Command                                    | Katherine Mills                 |                 |
| 2016 | Zanim się pojawiłeś                             | Alicia Dewares                  |                 |
| 2018 | Mission: Impossible – Fallout                   | Alanna Mitsopolis / White Widow |                 |
| 2019 | Obywatel Jones                                  | Ada Brooks                      |                 |
| 2019 | Szybcy i wściekli: Hobbs i Shaw                 | Hattie Shaw                     |                 |
| 2020 | Cząstki kobiety                                 | Martha Weiss                    |                 |
| 2020 | Świat, który nadejdzie                          | Tallie                          |                 |
| 2021 | Italian Studies                                 | Alina Reynolds                  |                 |
| 2022 | Syn                                             | Beth                            |                 |
| 2023 | Mission: Impossible – Dead Reckoning            | Alanna Mitsopolis / White Widow |                 |
| 2023 | Napoleon                                        | cesarzowa Józefina              |                 |
| 2024 | Eden                                            | Dore                            |                 |
| 2025 | Mission: Impossible – The Final Reckoning       | Alanna Mitsopolis / White Widow |                 |
| 2025 | Fantastyczna 4: Pierwsze kroki                  | Sue Storm / Invisible Woman     | w postprodukcji |
| 2026 | Avengers: Doomsday                              | Sue Storm / Invisible Woman     | w produkcji     |

### Telewizja
| Rok            | Tytuł                       | Rola                   | Uwagi                   | Nagrody                            |
| -------------- | --------------------------- | ---------------------- | ----------------------- | ---------------------------------- |
| 2011           | Czas prawdy (The Hour)      | Ruth Elms              | 3 odc.                  |                                    |
| 2011           | Wielkie nadzieje            | Estella Havisham       | miniserial, 3 odc.      |                                    |
| 2012           | Labyrinth                   | Alice Tanner           | miniserial, 2 odc.      |                                    |
| 2013           | Poirot                      | Celia Ravenscroft      | 1 odc.                  |                                    |
| 2015           | The Dresser                 | Irene                  | film TV                 |                                    |
| 2015           | The Frankenstein Chronicles | lady Jemima Hervey     | gł. rola, 7 odc.        |                                    |
| 2016–2017 2022 | The Crown                   | księżniczka Małgorzata | w gł. obsadzie, 18 odc. | nagroda BAFTA TV nominacja do Emmy |